# Brunette Coleman
Brunette Coleman fue un seudónimo utilizado por el poeta y escritor Philip Larkin. En 1943, hacia el final de su época en St. John's College, Oxford,  escribió varios trabajos de ficción, verso y comentario crítico bajo aquel nombre. El estilo que adoptó parodia el de las escritoras populares de ficción escolar para chicas de la época, pero la extensión de las historias de carácter homoerotico sugiere que estuvieron escritos principalmente para el público adulto masculino.
La obra de Coleman consta de una novela, Trouble at Willow Gables, ambientado en una escuela de chicas; una secuela incompleta, Michaelmas Term at St Brides, que tiene lugar en un College femenino en Oxford; siete poemas cortos con ambiente de chicas escolares; un fragmento de pseudo-autobiografía; y un ensayo crítico que pretende ser la apología literaria de Coleman.  Los manuscritos estuvieron almacenados en el Brynmor Jones en la Universidad de Hull, donde Larkin fue bibliotecario jefe entre 1955 y 1985. Su existencia fue revelada al público cuándo las Cartas seleccionadas de Larkin y la biografía de Andrew Motion fueron publicadas en 1992 y 1993 respectivamente. Los propios trabajos de Coleman fueron finalmente publicados junto a otros borradores de Larkin en 2002.
En Oxford Larkin experimentó un periodo de sexualidad confundida y limitada producción literaria. La adopción de un alter ego femenino pareció liberarle de sus inhibiciones creativas, ya que en los tres años que siguieron a la fase Coleman publicó bajo su nombre propio dos novelas y su primera colección de poesía. Después, a pesar de que gradualmente estableció su reputación como poeta, su carrera como escritor de prosa declinó, y a pesar de varios intentos no llegó a completar más obra de ficción. Respecto a la obra de Coleman, la crítica se dividió entre los que no veían valor en esos juvenilia, y quienes consideraron que arrojan luz para el estudio de la obra madura de Larkin.

## Orígenes

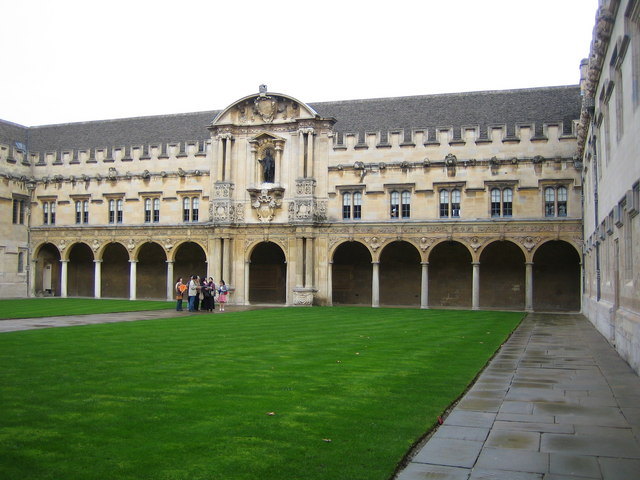
El cuadrángulo, St la universidad de John, Oxford

En octubre de 1940 Philip Larkin empezó estudiar inglés en St. John's College de Oxford. Escritor prolífico desde su niñez, su ambición principal como pregraduado era ser novelista más que poeta. Además de publicar artículos y poemas en Cherwell y Oxford Poesía,  escribió material inédito adicional que incluía fragmentos de historias semi-autobiográficas sobre relaciones homosexuales entre grupos de pregraduados. Según su biógrafo, Andrew Motion, estos escritos sin valor literario, nos dan una ida de la confusa sexualidad de Larkin en aquel tiempo, y su creciendo distaste para qué  denomina "este negocio".
A partir de 1942 el carácter de los escritos privados de Larkin cambió, a raíz de su amistad con su amigo, Kingsley Amis, que llegó a la universidad en verano. Amis, un mucho más seguro y asertivo que Larkin, disfrazaba sus preocupaciones tras una fachada de chistes e ironía. Larkin Pronto adoptó ese estilo como propio, componiendo junto con Amis parodias y rimas obscenas de los poetas Románticos que tenían que estudiar. Con el tiempo, ampliaron sus esfuerzos a fantasías de porno blando en las que, típicamente, "las chicas corrían alrededor vistiendo elásticos y correas". Después de la salida de Amis del ejército en temprano 1943, Larkin hizo su primer intento en escribir de una perspectiva específicamente femenina en una historia llamada "Un Incidente en el Campamento inglés", el cual él subtitled "Un Exhaustivamente Enfermiza Historia". Careciendo de cualquier salaz contenido a pesar de su título, el trabajo está escrito en un pastiche de la prosa de revista sentimental para mujeres. Describe a una pregraduada separándose de su amante, un soldado, y concluye: " Caminó con exaltación por las calles negras, su corazó brillando como el carbón con amor profundo".

## Escritura
De sus lecturas, Larkin había adquirido un conocimiento considerable de la ficción de chicas de la escuela, y se había formado una visión definitiva de los autores de tales obras: "mujeres estúpidas sin un grano de humor en sus mentes", que carecían de "sensibilidad erótica" y trataban la perspectiva lesbiana "demasiado casualmente". Su intención de escribir este género está expresada en una letra a su amigo Norman Iles, el 5 de junio de 1943, justo antes de que Larkin afrontara sus exámenes finales: " estoy gastando mi tiempo que hace una novela Lesbiana obscena en la forma de una historia escolar". La novela era Trouble at Willow Gables, una historia de aventura escolar a la manera de Dorita Fairlie Bruce o Dorothy Vicary, que Larkin completó en casa mientras esperaba sus reultados. Aquello fue el preludio de un verano ocupado: "Dejar Oxford era como sacar un corcho de una botella. La escritura se me desbordaba", Larkin contó posteriormente a su biógrafo.
Las cartas de Larkin a Iles no mencionan un seudónimo femenino, a pesar de que la idea de utilizar uno había estado en su mente por meses. El marzo anterior había empezado a escribir la autobiografía imaginada de una supuesta novelista, "Brunette Coleman", adaptando el nombre de una popular música de jazz contemporánea, Blanche Coleman.
Larkin tituló de forma tentatitva su biografía como "Ante Meridian"; pronto lo abandonó lo, pero mantuvo el nombre de Coleman. Según James Booth, quién preparó los textos de Coleman para su publicación en 2002, la adopción de una persona femenina estaba en línea con la pose de"girlish narcisismo" que Larkin afectaba en el verano de 1943: " estoy vestido con pantalones rojos, camisa y jersey blanco, y estoy muy guapo". En sus cartas a Amis, Larkin mantuvo un recto-pretensión afrontada que Coleman era una persona real . Así en una letra escriba "Brunette es muy emocionado" con un poema escrito en su nombre, y en otro, "Brunette puede estar crítica sana".
Mientras esperaba ofertas de empleo durante el verano y otoño de 1943, Larkin añadió más trabajos a la obra de Coleman. Comenzó una secuela de Trouble at Willow Gables, ambientada en un College femenino en Oxford y titulado Michaelmas Term at St Brides, pero no lo acabó: "Todo la inspiración literaria me abandonado",  informó a Amis el 13 de agosto. No obstante, una semana más tarde contó a Amis que Brunette le ayudaba para escribir una novela, provisionalmente titulada como Jill sobre "un hombre joven que se inventa una hermana imaginaria, de la que se enamora". Con esta carta Larkin envió poema de Coleman, "Bliss", el primero de siete escrito en el idioma de las chicas de escuela.  El 19 octubre informa a Amis que "Brunette está trabajando en una pequeña monografía sobre historias de escuelas de chicas". Esto es una referencia al manifesto "Para qué estamos escribiendo", que se convirtió en la última obra de Coleman . Después, recuerda Motion, ella desapareció, "para ser mencionada únicamente en los relatos de su vida en la universidad ... Acabó como un episódico recordatorio cómico de la juventud perdida".